# Обвідний канал (станція метро)
59°54′52″ пн. ш. 30°20′53″ сх. д. / 59.91444° пн. ш. 30.34806° сх. д.
Обвідний канал (рос. Обводный канал) — станція Фрунзенсько-Приморської лінії Петербурзького метрополітену, розташована між станціями «Звенигородська» і «Волковська».
Відкрита 30 грудня 2010 року в складі першої черги Фрунзенського радіусу.
Планується відкриття переходу на станцію «Каретна» Красносільсько-Калінінської лінії при її пуску. 

## Вестибюль
Наземний вестибюль станції розташовано на розі Ліговського проспекту і набережної Обвідного каналу . Павільйон метро знаходиться на місці знесеного ринку (колишній кінотеатр «Північ», Ліговський проспект, 153) і 8-поверхової будівлі, обидва збудовані у 1914. Будівля кінотеатру була частиною нездійсненого авторського проекту 1911, за яким передбачалося завершити виїзд по Ліговському проспекті за Обвідний канал двома високими домінантами, ліворуч і праворуч від осі проспекту, по Обводному каналу. Спочатку будівля кінотеатру «Північ» (до революції— «Норд») вважалася об'єктом культурної спадщини, проте у серпні 2004 КГІОП виключив його зі списку пам'яток.
Вестибюль вбудований в комплекс нової будівлі, із збереженням містобудівної ідеї 1911 року. Для цього довелося знести колишній кінотеатр «Північ» і розібрати 8-поверхову будівля, так як «Метробуд» не зміг гарантувати збереження останнього під час будівництва.

## Технічна характеристика
Конструкція станції — пілонна трисклепінна (глибина закладення —61 м). Похилий хід чотиристрічковий, з'єднується з північним торцем станції переходом, що має аванзал і коридор.

## Оздоблення
Станція оздоблена в стилі промислової архітектури, в основі концепції — тема петербурзького Обвідного каналу. Водозахисні парасолі зі збірних елементів служать архітектурною формою.
Колійні стіни оздоблені скляними панорамами, виконаними за сучасними технологіями «лазерного друку» з подальшою високотемпературною обробкою. Загальна довжина панорами становить 360 погонних метрів. Зображено види дореволюційного Обвідного каналу, причому по одній з колій розташовані зображення правого берега, по іншому — лівого: мости, церкви, заводи, перші вітчизняні машинні фабрики, з якими пов'язаний початок промислового перевороту в північній столиці.
Також в оздоблені стін застосований світлий полірований мармур, привезений з Італії. Підлога станції оздоблено сірим гранітом з Мансуровського кар'єра. У торцях станції і переходах розміщені великі декоративні видові панорами в обрамленні з габро-діабазу.